# Jeu de stratégie en temps réel massivement multijoueur
Le jeu de stratégie en temps réel massivement multijoueur (ou MMORTS) est un genre de jeux vidéo de stratégie en temps réel. Il se déroule en ligne et est massivement multijoueur. Le genre a été inauguré en 1998 avec la sortie de Mankind sur PC.

## Liste de titres
- Age of Empires Online
- Clash of Clans
- Forge of Empires
- Game of Throne : Winter is coming
- Grepolis
- Guerre tribale
- Mankind
- OGame
- Rise of Kingdoms: Lost Crusade
- Rising Kingdoms
- The Settlers Online
- Star Wars: Commander
- Tactile Wars
- Travian
- Starborne
- Arkedya